# ترائو تسونه‌فومی
ترائو تسونه‌فومی (انگلیسی: Terao Tsunefumi; ۲ فوریهٔ ۱۹۶۳ – ۱۷ دسامبر ۲۰۲۳) ریکیشی اهل ژاپن بود.